# Heikki
Heikki je švédský indie popový projekt soustředěný kolem Marie Eriksson z The Concretes a Jariho Haapalainena z The Bear Quartet. Sestavu doplňují měnící se skupina muzikantů. Duo se potkalo v roce 1999 a převzalo název po křestním jménu Haapalainenovy finské matky. První nahrávka, eponymní mini cd, vyšlo v roce 2002. V roce 2004 následuje regulérní debutová deska s názvem 2. Ta během jara 2005 vyšla i ve Spojených státech. Tvorbu Heikki lze charakterizovat jako mix dívčího popu (tak jak byl definován na přelomu padesátých a šedesátých let Philem Spectorem), folku a country popu.

## Diskografie
- Heikki
- 2